# Sandy Jardine
Sandy Jardine (31. prosince 1948 Edinburgh – 24. dubna 2014 tamtéž) byl skotský fotbalista, pravý obránce. Zemřel 24. dubna 2014 ve věku 65 let na rakovinu jater.

## Klubová kariéra
Hrál skotskou ligu za Glasgow Rangers a Heart of Midlothian FC. V Poháru mistrů evropských zemí nastoupil v 10 utkáních, v Poháru vítězů pohárů nastoupil ve 33 utkáních a dal 1 gól a v Poháru UEFA nastoupil ve 2 utkáních. V letech 1975 a 1986 byl vyhlášen skotským fotbalistou roku.

## Ligová bilance
| Ročník                  | Zápasy | Góly | Klub                   |
| ----------------------- | ------ | ---- | ---------------------- |
| 1. skotská liga 1966/67 | 14     | 2    | Glasgow Rangers        |
| 1. skotská liga 1967/68 | 9      | 0    | Glasgow Rangers        |
| 1. skotská liga 1968/69 | 18     | 4    | Glasgow Rangers        |
| 1. skotská liga 1969/70 | 14     | 2    | Glasgow Rangers        |
| 1. skotská liga 1970/71 | 32     | 1    | Glasgow Rangers        |
| 1. skotská liga 1971/72 | 31     | 5    | Glasgow Rangers        |
| 1. skotská liga 1972/73 | 34     | 2    | Glasgow Rangers        |
| 1. skotská liga 1973/74 | 34     | 3    | Glasgow Rangers        |
| 1. skotská liga 1974/75 | 34     | 9    | Glasgow Rangers        |
| 1. skotská liga 1975/76 | 25     | 2    | Glasgow Rangers        |
| 1. skotská liga 1976/77 | 36     | 2    | Glasgow Rangers        |
| 1. skotská liga 1977/78 | 32     | 5    | Glasgow Rangers        |
| 1. skotská liga 1978/79 | 35     | 0    | Glasgow Rangers        |
| 1. skotská liga 1979/80 | 35     | 3    | Glasgow Rangers        |
| 1. skotská liga 1980/81 | 31     | 3    | Glasgow Rangers        |
| 1. skotská liga 1981/82 | 36     | 1    | Glasgow Rangers        |
| 1. skotská liga 1982/83 | 39     | 2    | Heart of Midlothian FC |
| 1. skotská liga 1983/84 | 33     | 0    | Heart of Midlothian FC |
| 1. skotská liga 1984/85 | 34     | 2    | Heart of Midlothian FC |
| 1. skotská liga 1985/86 | 35     | 0    | Heart of Midlothian FC |
| 1. skotská liga 1986/87 | 34     | 1    | Heart of Midlothian FC |
| 1. skotská liga 1987/88 | 9      | 0    | Heart of Midlothian FC |
| CELKEM 1. skotská liga  | 634    | 45   |                        |

## Reprezentační kariéra
Za seniorskou reprezentaci Skotska nastoupil v letech 1970-1979 ve 38 utkáních a dal 12 gól, startoval i na Mistrovství světa ve fotbale 1974.